# 第聶伯羅夫卡 (扎波羅熱區)
第聶伯羅夫卡（烏克蘭語：Дніпровка）是位於烏克蘭東南部的村莊，由扎波羅熱州扎波羅熱區的彼得羅-米哈伊利夫卡市鎮負責管轄。該村始建於1921年，面積1.55平方公里，2001年人口687，人口密度每平方公里444.1人。